# ネット番組
ネット番組（ネットばんぐみ）は、ネットワーク (放送)を介して、複数の放送局で放送するテレビ・ラジオ番組である。“network program”の意味だとされる。対義語はローカル番組。

## 概要
テレビ・ラジオにおけるネット番組の送出は、中継回線を介するラインネットか、収録媒体を物理的にやり取りするテープネットによって行われる。
複数の放送局がキー局と同日・同時刻に放送することを同時ネット、ローカル局側が遅れて放送することを遅れネット、とそれぞれ称する。
同一ネットワークに加盟する全局が同時ネットすることを全国ネット、一定の地域内に限った同時ネット番組をブロックネット、とそれぞれ称する。
技術進化にともない、同時全国ネットは生放送も収録番組も可能である。
ネット番組におけるコマーシャルメッセージ (CM) の契約枠は、タイムスポンサーCMの放送エリアに応じて、ネットワークセールス枠とローカルセールス枠がある。

## 全国ネット番組・テレビ
全編または一部がネットワークセールス枠となっているものを掲載している。クロスネット局などは、放送時間が異なる場合や放送されていない場合がある。
年末年始は番組休止が基本的である。
NHKやラジオNIKKEI、衛星基幹放送は、全国単一法人（全国放送）なので、ここには掲載しない。

### 日本テレビ・NNN系列
（2023年4月現在）
- 月曜 - 金曜 05:50 『ZIP!』※全国ネットは5:58 - 6:06『NNNニュースZIP!』、6:30 - 6:41頃と7:20頃 - 9:00（FBC・TOSでは、7:55まで）
- 月曜 - 金曜 09:00『DayDay.』※全国ネットは10:25まで（FBC・クロスネット局を除く）
- 月曜 - 金曜 11:30『NNNストレイトニュース』※全国ネットは11:38.50まで
- 月曜 - 金曜 11:55『ヒルナンデス』
- 月曜 - 金曜 13:55『情報ライブ ミヤネ屋』（読売テレビ）
- 月曜 - 金曜 17:53『news every.第3部』※全国ネットは17:53 - 18:15
- 月曜、火曜、水曜、木曜、土曜、日曜の19:00以降の番組
- 金曜の19:56以降の番組
- 月曜 - 木曜 23:00 / 金曜 23:30『news zero』
- 土曜 05:30『ズームイン!!サタデー』※全国ネットは5:59 - 8:00
- 土曜 08:00『ウェークアップ!』（読売テレビ）（YBS・FBC・RKC・クロスネット局を除く）
- 土曜 11:25『NNNストレイトニュース』※日本テレビのみ『ゼロイチ』に内包、※全国ネットは11:25 - 11:30.25
- 土曜 17:00『news every.サタデー』※全国ネットは17:00 - 17:18.05
- 土曜の17:30以降の番組
- 日曜 06:15『NNNニュースサンデー』
- 日曜 07:30『シューイチ』※全国ネットは9:55まで
- 日曜 11:30『NNNストレイトニュース』※全国ネットは11:30 - 11:35.25
- 日曜の17:30以降の番組
- 日曜 18:00『真相報道 バンキシャ!』
- 土曜 / 日曜 23:55『Going!Sports&News』

### テレビ朝日・ANN系列
（2022年2月現在）
- 月曜 - 金曜 05:50『ANNニュース』（グッド!モーニング）
- 月曜 - 金曜 08:00『羽鳥慎一モーニングショー』
- 月曜 - 金曜 11:45『ANNニュース』（一部地域は「大下容子ワイド!スクランブル」内包扱い）※全国ネットは11:45 - 11:57
- 月曜 - 金曜 12:00『大下容子ワイド!スクランブル第2部』
- 月曜 - 金曜 13:00『徹子の部屋』
- 月曜 - 金曜 13:30『DAIGOも台所』
- 月曜 - 金曜 17:50『スーパーJチャンネル』※全国ネットは17:50 - 18:15
- 月曜、火曜、木曜、金曜の19:00以降の番組
- 水曜の20:00以降の番組
- 月曜 - 金曜 21:54『報道ステーション』
- 月曜 - 金曜 23:15-0:15の番組、※金曜日は改編期を除く
- 土曜 05:50『ANNニュース』
- 土曜 08:00『朝だ!生です旅サラダ』（ABCテレビ）
- 土曜 11:45『ANNニュース』※全国ネットは11:45 - 11:54.25
- 土曜の16:30以降の番組
- 土曜、日曜の18:00以降の番組
- 土曜 20:54『サタデーステーション』
- 土曜 21:55
- 土曜 23:00
- 土曜 23:30
- 日曜 05:50『サンデーLIVE!!』※全国ネットは6:20 - 8:30
- 日曜 11:50『ANNニュース』※全国ネットは11:50 - 11:57
- 日曜 21:00『サンデーステーション』
- 日曜 22:00
- 日曜 23:00
- 土曜 / 日曜 17:30『スーパーJチャンネル』※全国ネットは17:30 - 17:48.55

### TBS・JNN系列
（2022年2月現在）
- 月曜 - 金曜 05:20『THE TIME,』
- 月曜 - 金曜 08:00『ラヴィット!』
- 月曜 - 金曜 11:30『JNNニュース（「ひるおび!」）※全国ネットは11:30 - 11:48
- 月曜 - 金曜 11:55『ひるおび・午後』
- 月曜 - 金曜 17:50『Nスタ第2部』※全国ネットは17:50 - 18:15
- 月曜、火曜、木曜、金曜の19:00以降の番組
- 月曜・火曜・金曜・日曜 20:54 / 水曜・木曜 21:57『JNNフラッシュニュース』
- 水曜の22:00以降の番組
- 月曜 - 木曜 23:00 / 金曜 23:58『news23』
- 土曜 05:30『JNNニュース』
- 土曜 07:30『サタデープラス』（毎日放送）
- 土曜 11:45『JNNニュース』※全国ネットは11:45 - 11:53
- 土曜 17:30『報道特集』
- 土曜 22:00『新・情報7DAYS ニュースキャスター』
- 日曜 00:30（土曜深夜）『S☆1』
- 日曜 06:45『JNNニュース』
- 日曜 08:00『サンデーモーニング』
- 日曜 11:30『JNNニュース』※全国ネットは11:30 - 11:34
- 日曜 11:45『アッコにおまかせ!』
- 日曜の17:00以降の番組
- 日曜 17:30『Nスタ』
- 日曜の18:00以降の番組
- 月曜 00:00（日曜深夜）『S☆1』

### テレビ東京・TXN系列
（2023年4月現在）
- 月曜 - 金曜 05:45『ニュースモーニングサテライト』（年末年始はもちろんのこと、祝日や休日も休止される）
- 月曜 - 金曜 11:13『昼サテ』※全国ネットは11:30まで（祝日では休止し11:55から代替で『TXNニュース』を放送される。）
- 月曜 - 金曜 16:54『ゆうがたサテライト』※全国ネットは17:00まで
- 月曜 - 木曜 22:00 / 金曜 23:00『ワールドビジネスサテライト』
- 月曜 - 木曜 23:55 / 金曜 23:58 / 土曜 22:30 / 日曜 22:54『みんなのスポーツ Sports for All』
- 土曜 / 日曜 17:20『TXNニュース』

### フジテレビ・FNN系列
（2023年4月現在）
- 月曜 - 金曜 05:25『めざましテレビ』
- 月曜 - 金曜 08:00『めざまし8』
- 月曜 - 金曜 11:30『FNN Live News days』※全国ネットは11:30 - 11:43
- 月曜 - 金曜 11:50『ぽかぽか』
- 月曜 - 金曜 17:48『Live News イット!第3部』※全国ネットは17:48 - 18:09
- 月曜、水曜、木曜、土曜、日曜の19:00以降の番組
- 火曜の21:00以降の番組
- 金曜の20:00以降の番組
- 月曜 - 木曜 23:40 / 土曜 00:10『FNN Live News α』（土曜版は金曜深夜）
- 土曜 06:00『めざましどようび』
- 土曜 08:30『土曜はナニする!?』（関西テレビ）
- 日曜 00:35『S-PARK』（土曜深夜）
- 日曜 06:00『FNNニュース』（一部地域は別タイトルに差し替え）　※全国ネットは06:00 - 06:07.10
- 日曜 07:30『日曜報道 THE PRIME』※全国ネットは8:25まで
- 日曜 22:00『Mr.サンデー』
- 日曜 23:45『S-PARK』（日曜深夜）
- 土曜 / 日曜 11:50『FNN Live News days』※全国ネットは11:50 - 11:55.10
- 土曜 / 日曜 17:30『FNN Live News イット!』※全国ネットは17:30 - 17:46.40

### 現時点で、テレビの全国ネットの番組でネットワークセールス枠・同時ネットでありながら完全全国ネットスポンサーになっていない例
（2023年4月現在）
- 山梨放送 - 日本テレビ制作平日午前のワイドショー枠（『DayDay.』）
- NST新潟総合テレビ - フジテレビ制作深夜の全国ニュース・スポーツニュース枠（平日『FNN Live News α』、土・日曜『S-PARK』）
- テレビ宮崎 - フジテレビ制作月曜20時台のバラエティー番組（『呼び出し先生タナカ』）、日本テレビ制作深夜の全国ニュース・スポーツニュース枠（平日『news zero』、土・日曜『Going!Sports&News』）

## 全国ネット番組・ラジオ
2022年2月現在。例として情報番組で、且つスポンサードネットのもののみを列挙する。

### TBSラジオ・JRN系列
- 月曜 - 金曜 05:30 生島ヒロシのおはよう一直線
- 月曜 - 金曜 17:30 ネットワークトゥデイ

### 文化放送、ニッポン放送・NRN系列
- 月曜 - 金曜 07:10 お早うネットワーク（ニッポン放送）
- 火曜 - 金曜 00:00（月曜 - 木曜深夜） レコメン!（文化放送）（公式上では大阪府・奈良県を除く45都道府県で放送）
- 火曜 - 日曜 01:00（月曜 - 土曜深夜） オールナイトニッポン（ニッポン放送）